# 堵河源自然保护区
堵河源乡，是中华人民共和国湖北省十堰市竹山县下辖的一个乡镇级行政单位。

## 行政区划
堵河源乡下辖以下地区：
碾坪村、百里村和羚羊村。